# Delegacja do Kongresu USA stanu Wisconsin

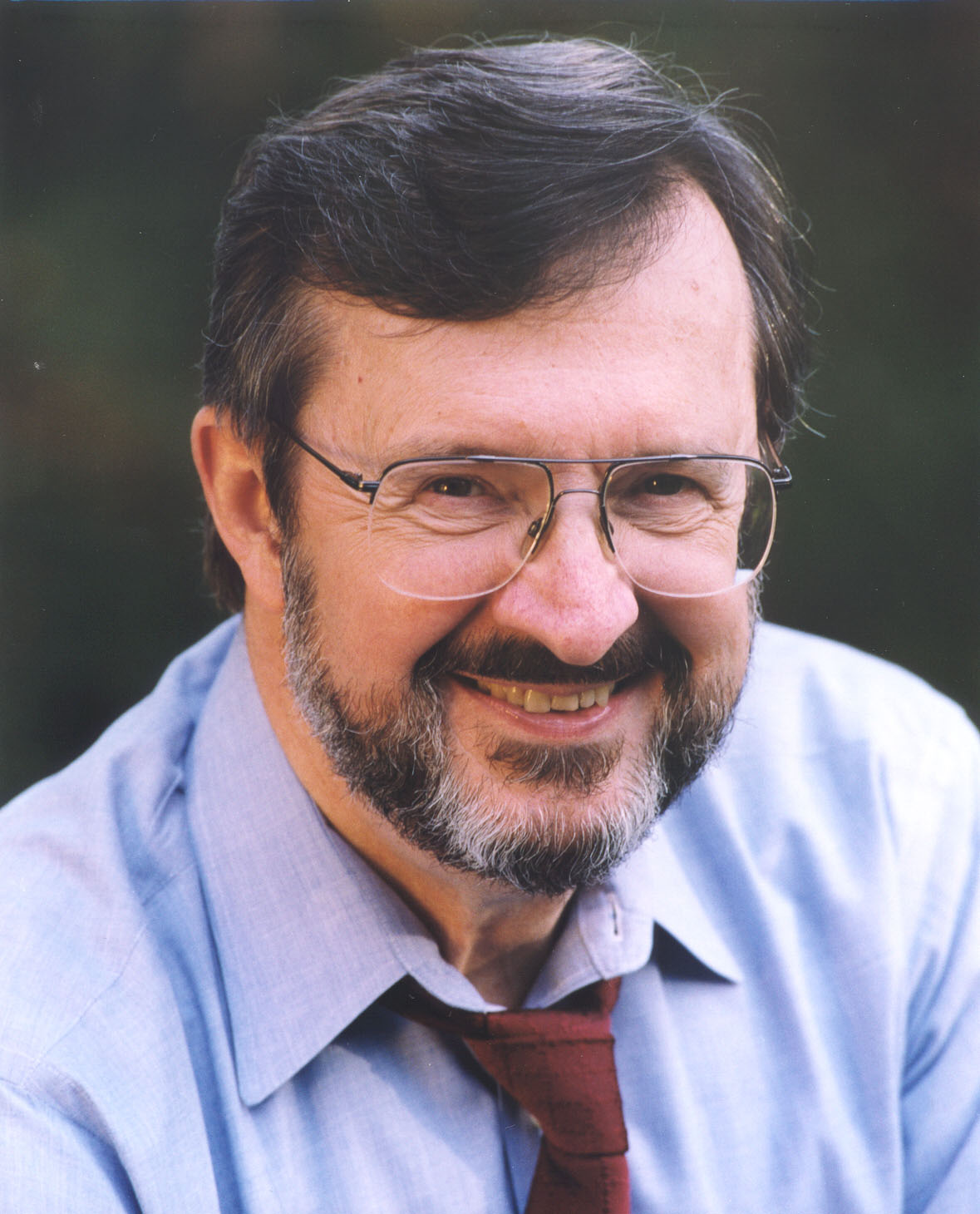
Reprezentant Dave Obey jest najstarszym stażem kongresmenem ze stanu (od 1969)

Delegacja do Kongresu Stanów Zjednoczonych stanu Wisconsin liczy dziesięciu kongresmenów (dwóch senatorów oraz ośmiu reprezentantów). Wisconsin zostało przyjęte do Stanów Zjednoczonych jako 30. stan 27 maja 1847. Oficjalnie delegaci z Wisconsin po raz pierwszy zasiedli w Kongresie podczas 30. Kongresu (1847-1849).
Czynne prawo wyborcze przysługuje tym Amerykanom, którym przysługuje prawo głosu w wyborach do stanowej Izby Reprezentantów (Wisconsin House of Representatives).

## 111. Kongres (2009-11)
Większość delegacji Wisconsin do Kongresu USA tej kadencji stanowili przedstawiciele Partii Demokratycznej, która posiadała pięciu reprezentantów oraz dwóch senatorów (na dwóch możliwych).
Oto skład delegacji Wisconsin do Kongresu Stanów Zjednoczonych (2009-2011):
| Senat | Senat         | Senat  | Senat           |
| Klasa | Senator       | Partia | Urzęduje od     |
| ----- | ------------- | ------ | --------------- |
| 2     | Herb Kohl     | D      | 3 stycznia 1989 |
| 3     | Russ Feingold | D      | 3 stycznia 1993 |

| Izba Reprezentantów | Izba Reprezentantów | Izba Reprezentantów | Izba Reprezentantów |
| Okręg               | Reprezentant        | Partia              | Urzęduje od         |
| ------------------- | ------------------- | ------------------- | ------------------- |
| 1                   | Paul Ryan           | R                   | 3 stycznia 1999     |
| 2                   | Tammy Baldwin       | D                   | 3 stycznia 1999     |
| 3                   | Ron Kind            | D                   | 3 stycznia 1997     |
| 4                   | Gwen Moore          | D                   | 3 stycznia 2005     |
| 5                   | Jim Sensenbrenner   | R                   | 3 stycznia 1979     |
| 6                   | Tom Petri           | R                   | 3 stycznia 1979     |
| 7                   | Dave Obey           | D                   | 1 kwietnia 1969     |
| 8                   | Steve Kagen         | D                   | 3 stycznia 2007     |

## 110. Kongres (2007-09)
W stosunku do poprzedniej kadencji kongresu Stanów Zjednoczonych wśród delegacji ze stanu Wisconsin nie zanotowano żadnych zmian personalnych.

## Liczba kongresmenów
Liczba delegatów ze stanu Wisconsin zmieniała się na przestrzeni lat. Największa liczba reprezentantów przypada na lata 1903-1933 – wówczas stan wysyłał do Kongresu 11 przedstawicieli. W ciągu następnych lat ich liczba spadała, czego powodem jest rosnącą liczba ludności w pozostałych stanach USA. Obecnie stan ten, jak każdy inny, posiada dwóch senatorów i ośmiu kongresmenów.

### Zmiany liczby kongresmenów
| - 1847-1849 – 2 - 1849-1863 – 3 - 1863-1873 – 6 - 1873-1883 – 8 - 1883-1893 – 9 - 1893-1901 – 10 | - 1903-1933 – 11 - 1933-1973 – 10 - 1973-2003 – 9 - od 2003 – 8 |  |